# Ulsenheim
Ulsenheim (fränkisch: Uldsni) ist ein Gemeindeteil des Marktes Markt Nordheim im Landkreis Neustadt an der Aisch-Bad Windsheim (Mittelfranken, Bayern). Die Gemarkung Ulsenheim hat eine Fläche von 11,609 km². Sie ist in 1032 Flurstücke aufgeteilt, die eine durchschnittliche Flurstücksfläche von 11248,86 m² haben. In ihr liegt neben dem namensgebenden Ort der Gemeindeteil Wildberghof.

## Geographie
Östlich des Pfarrdorfes entspringt die Gollach, ein Nebenfluss der Tauber. Die umgebende Landschaft ist leicht hügelig und besteht überwiegend aus Ackerflächen. Im Norden befinden sich der Kapellberg (406 m ü. NHN) und der Lange Berg (411 m ü. NHN), im Südosten der Wildberg (393 m ü. NHN), allesamt Erhebungen, die zu den Ausläufern des Südlichen Steigerwaldes zählen. Die Staatsstraße 2256 führt am Schafhof vorbei nach Uffenheim zur Bundesstraße 13 (4,8 km südwestlich) bzw. nach Herbolzheim (3,6 km östlich). Die Kreisstraße NEA 31 führt nach Seenheim (3,7 km südlich). Ein Anliegerweg führt zum Wildberghof (1,2 km südöstlich).

## Geschichte
In einer Urkunde, die im Zeitraum von 1094 bis 1112 entstand, wurde ein „Altun de Ulsenheim“ genannt. Dies ist zugleich die erste Erwähnung des Ortes. Das Bestimmungswort des Ortsnamens ist der Personenname Ulso.
Gegen Ende des 18. Jahrhunderts gab es in Ulsenheim 88 Anwesen. Das Hochgericht übte das ansbachische Oberamt Uffenheim aus. Grundherren waren das Kasten- und Stadtvogteiamt Uffenheim (34 Anwesen) und die Fürsten von Schwarzenberg (54 Anwesen). Von 1797 bis 1808 unterstand Ulsenheim dem preußischen Justiz- und Kammeramt Uffenheim.
1806 kam der Ort zum Königreich Bayern. Mit dem Gemeindeedikt (frühes 19. Jahrhundert) wurde der Steuerdistrikt Ulsenheim gebildet, zu dem Uttenhofen und Zollhaus gehörten. Wenig später entstand die Ruralgemeinde Ulsenheim ohne die beiden Orte. Sie war in Verwaltung und Gerichtsbarkeit dem Landgericht Uffenheim zugeordnet und in der Finanzverwaltung dem Rentamt Uffenheim (1919 in Finanzamt Uffenheim umbenannt). In der zweiten Hälfte des 19. Jahrhunderts wurde auf dem Gemeindegebiet Wildberghof gegründet. Ab 1862 war das Bezirksamt Uffenheim für die Verwaltung der Gemeinde zuständig (1939 in Landkreis Uffenheim umbenannt). Die Gerichtsbarkeit blieb beim Landgericht Uffenheim (1879 in Amtsgericht Uffenheim umbenannt), seit 1973 ist das Amtsgericht Neustadt an der Aisch zuständig. Die Gemeinde hatte 1964 eine Gebietsfläche von 11,615 km². Am 1. Januar 1976 wurde Ulsenheim im Zuge der Gebietsreform in Bayern in Markt Nordheim eingegliedert.

### Baudenkmäler
- Evangelisch-lutherische Pfarrkirche St. Jakob[15]
- Haus Nr. 89: Wohnstallhaus mit Scheune[15]

ehemalige Baudenkmäler
- Haus Nr. 33: Gasthaus. Zweigeschossiger Massivbau des frühen 19. Jahrhunderts mit 3 zu 6 Fensterachsen und Walmdach, über der Haustür Stichbogensturz.[16]
- Haus Nr. 36: Erdgeschossiges Wohnstallhaus, massiv erneuert. Im vrtputzten Fachwerkgiebel des 18. Jahrhunderts. Haustafel, bezeichnet „Dieses Haus hat renovieren lassen... Johann Hintz im Jahr 1842“.[16]
- Haus Nr. 48: Erdgeschossiges Wohnstallhaus in konstruktivem Fachwerk des späten 18. Jahrhunderts, renoviert 1860 (Haustafel).[16]
- Haus Nr. 54: Kleines Wohnstallhaus in einfachem Fachwerk der Zeit um 1800, rückwärts modern verändert.[16]
- Haus Nr. 77: Kleines altertümliches Wohnstallhaus, einzelne Fachwerkteile aus Eichenbalken, wohl noch des 16. Jahrhunderts. Wohnteil und Giebel mit K-Streben und Andreaskreuz der ersten Hälfte des 18. Jahrhunderts; einzelne Wandteile aus Stickscheiten mit Strohlehm.[16]

### Bodendenkmäler
In der Gemarkung Ulsenheim gibt es sechs Bodendenkmäler.

### Einwohnerentwicklung
Gemeinde Ulsenheim
| Jahr      | 1818   | 1840   | 1852   | 1855   | 1861   | 1867   | 1871   | 1875   | 1880   | 1885   | 1890   | 1895   | 1900   | 1905   | 1910   | 1919   | 1925   | 1933   | 1939   | 1946   | 1950   | 1952   | 1961   | 1970   |
| Einwohner | 484    | 523    | 567    | 596    | 591    | 609    | 592    | 570    | 562    | 566    | 557    | 570    | 525    | 502    | 495    | 476    | 488    | 489    | 465    | 440    | 498    | 468    | 424    | 381    |
| Häuser    | 101    | 101    |        |        |        |        | 112    |        |        | 109    | 109    |        | 109    |        |        |        | 106    |        |        |        | 88     |        | 89     |        |
| Quelle    | [ 10 ] | [ 18 ] | [ 19 ] | [ 19 ] | [ 20 ] | [ 21 ] | [ 22 ] | [ 23 ] | [ 24 ] | [ 25 ] | [ 26 ] | [ 19 ] | [ 27 ] | [ 19 ] | [ 28 ] | [ 19 ] | [ 29 ] | [ 19 ] | [ 19 ] | [ 19 ] | [ 30 ] | [ 19 ] | [ 12 ] | [ 31 ] |

Ort Ulsenheim
| Jahr      | 001818 | 001840 | 001861 | 001871 | 001885 | 001900 | 001925 | 001950 | 001961 | 001970 | 001987 | 002014 |
| Einwohner | 484    | 523    | 587    | 590    | 564    | 520    | 480    | 494    | 423    | 381    | 325    | 365    |
| Häuser    | 101    | 101    |        |        | 108    | 104    | 87     | 70     | 88     |        | 86     |        |
| Quelle    | [ 10 ] | [ 18 ] | [ 20 ] | [ 22 ] | [ 25 ] | [ 27 ] | [ 29 ] | [ 30 ] | [ 12 ] | [ 31 ] | [ 32 ] | [ 2 ]  |

## Religion
Der Ort ist Sitz der Pfarrei St. Jakob und seit der Reformation evangelisch-lutherisch geprägt.